# بول جيرفيه
بول جيرفيه (بالفرنسية: François Louis Paul Gervais )‏ (و. 1816 – 1879 م) هو إحاثي، وعالم حشرات، وعالم حيواني، وأستاذ جامعي فرنسي، ولد في باريس، وكان عضوًا في الأكاديمية الفرنسية للعلوم، توفي في باريس، عن عمر يناهز 63 عاماً.

## التعليم
تعلم في جامعة باريس.

## جوائز
حصل على جوائز منها:
- نيشان جوقة الشرف من رتبة ضابط.

## روابط خارجية
- بول جيرفيه على موقع الموسوعة البريطانية (الإنجليزية)